# Wesoła Fala

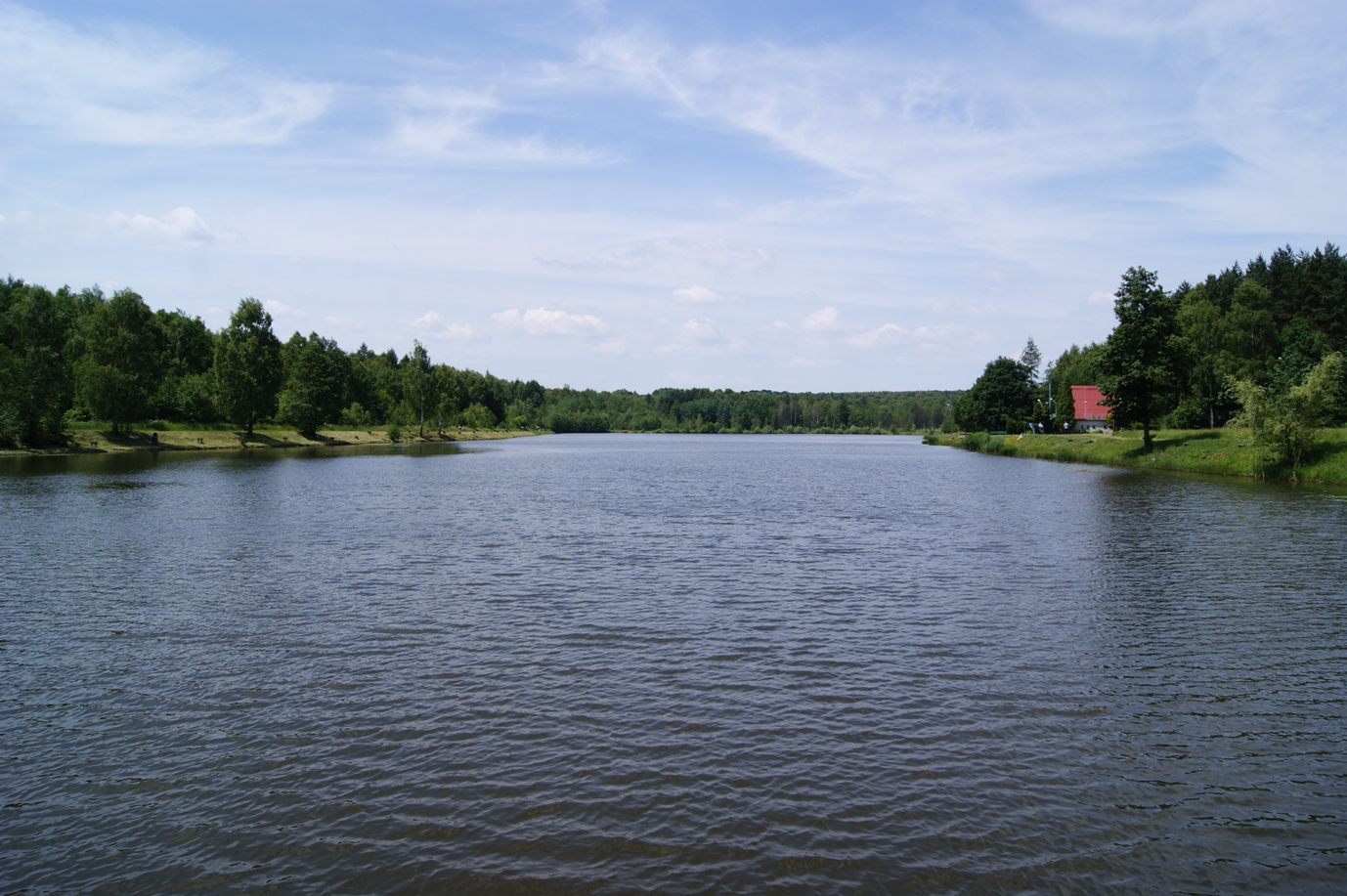
Zalew na terenie ośrodka Wesoła Fala

Wesoła Fala – zbiornik wodny oraz ośrodek wypoczynkowy, znajdujący się w Katowicach, przy granicy z Mysłowicami.
Staw położony jest w obrębie leśnego pasa ochronnego GOP, niedaleko rezerwatu przyrody Las Murckowski. Zbiornik zajmuje powierzchnię 8,98 ha. Przez ośrodek przepływa rzeka Przyrwa, która zasila zbiornik wodny. Ośrodek jest węzłem szlaków turystycznych. Krzyżują się tam Szlak Wesołej Fali, Szlak im. Mariana Kantora-Mirskiego i Szlak Hołdunowski. Przy ośrodku znajdują się m.in.: korty tenisowe, wypożyczalnia sprzętu wodnego, plac zabaw, restauracja, klub jeździecki, koło wędkarskie i domki kempingowe do wynajęcia. 
Do ośrodka kursują autobusy Zarządu Transportu Metropolitalnego (ZTM).